# FK Auda
FK Auda is een Letse voetbalclub uit Ķekava, iets ten zuiden van hoofdstad Riga. De club werd in 1969 opgericht en speelt in het Audastadion.

## Naamswijzigingen
- 1969–1990: 9. maijs (Cyrillisch: «9 Мая», Nederlands: 9 mei)
- 1991: FK Auda
- 1992–1993: RFK
- 1994: RFK Auda
- vanaf 1995: FK Auda

## Geschiedenis
FK Auda werd in 1969 opgericht ten tijde van de Sovjet-Unie als voetbalclub voor de kolchoz met de naam '9 mei'. In de Sovjettijd speelde '9 mei' in de lagere Letse districtsklassen. De thuisduels werkte de club af in de wijk Vecmīlgrāvis van Riga. Na de Letse onafhankelijkheid in 1991 nam de club de naam FK Auda aan en begon het uit te komen in de Letse tweede klasse. Tussen 1992 en 1994 heette de club kort RFK Auda. In 1995 degradeerde de club naar het derde Letse niveau. In 1998 keerde het terug op het tweede niveau. In 2002 promoveerde Auda voor het eerst naar de Virslīga, het hoogste Letse niveau. De club werd achtste en laatste op het hoogste niveau en zou eigenlijk degraderen, maar mocht toch in 2003 uitkomen in de Virslīga, omdat PFK Daugava Riga, dat zesde was geworden, failliet ging. In 2004 degradeerde de club echter alsnog. In 2005 verhuisde de club van Riga naar Ķekava. In 2021 wist de ploeg weer te promoveren. De club won dat seizoen de 1. līga. In 2022 zorgde FK Auda voor een stunt en won het als promovendus de Latvijas Kauss, de beker van Letland, door in de finale regerend landskampioen FK RFS uit Riga met 1–0 te verslaan. Hierdoor nam FK Auda in het seizoen 2023/24 voor het eerst deel aan een Europese competitie.

## Erelijst
Letse voetbalbeker
2022
1. līga
2021

## Eindklasseringen
| 11 |

| 9 |

| 8 |

| 7 |

| 4 |

| 1 |

| 5 |

| 5 |

| 3 |

| 1 |

| 8 |

| 7 |

| 8 |

| 12 |

| 14 |

| 3 |

| 6 |

| 7 |

| 8 |

| 10 |

| 12 |

| 13 |

| 6 |

| 5 |

| 3 |

| 10 |

| 5 |

| 5 |

| 2 |

| 1 |

| 5 |

| 3 |

| 3 |

| Virslīga | 1. līga | 2. līga |

## FK Auda in Europa
FK Auda kwam, door de bekerwinst, in het seizoen 2023/24 voor het eerst uit in Europa.
Uitslagen vanuit gezichtspunt FK Auda
| Seizoen                                                    | Competitie        | Ronde | Land                   | Club              | Totaalscore  | 1e W    | 2e W         | PUC |
| ---------------------------------------------------------- | ----------------- | ----- | ---------------------- | ----------------- | ------------ | ------- | ------------ | --- |
| 2023/24                                                    | Conference League | 2Q    | Vlag van Slowakije     | FC Spartak Trnava | 2-5          | 1-1 (T) | 1-4 (U)      | 0.5 |
| 2024/25                                                    | Conference League | 1Q    | Vlag van Faeröer       | B36 Tórshavn      | 3-0          | 2-0 (T) | 1-0 (U)      | 5.0 |
|                                                            |                   | 2Q    | Vlag van Noord-Ierland | Cliftonville FC   | 4-1          | 2-1 (U) | 2-0 (T)      | 5.0 |
|                                                            |                   | 3Q    | Vlag van Kosovo        | FC Drita          | 2-3          | 1-0 (T) | 1-3 nv (U)   | 5.0 |
| 2025/26                                                    | Conference League | 1Q    | Vlag van Noord-Ierland | Larne FC          | 2-2 (2-4 ns) | 0-0 (U) | 2-2 (nv) (T) | 1.0 |
| Totaal aantal behaalde punten voor UEFA coëfficiënten: 6.5 |                   |       |                        |                   |              |         |              |     |

Zie ook
- Deelnemers UEFA-toernooien Letland
- Ranglijst van alle clubs die in de diverse Europa Cups zijn uitgekomen